# Swietenia Puspa Lestari
Swietenia Puspa Lestari (illa de Pramuka, 23 de desembre de 1994) és una bussejadora subaquàtica indonesia, enginyera ambiental i activista ambiental.

## La vida
Lestari és natural de l'illa de Pramuka, a l'arxipèlag de les Mil Illes, al mar de Java. Bussejadora aficionada des de la infància, va estudiar enginyeria ambiental a l'Institut Bandung de Tecnologia i es va graduar el 2017. És directora executiva i cofundadora de Divers Clean Action (DCA), amb seu a Jakarta i dirigeix un equip de bussejadors voluntaris que neteja les deixalles, especialment residus de plàstic dels esculls i recicla el que troben. Començant amb tres persones el 2015, el DCA ha crescut fins a dotze membres de l'equip i prop de 1.500 voluntaris a tota Indonèsia. Lestari va relatar que el busseig per recollir residus pot ser perillós a causa de les altes corrents, però que el ràpid augment del turisme des del 2007 ha provocat que s'acumulin moltes més escombraries als antics mars verges de les moltes illes d'Indonèsia.
El 2017, Lestari va fundar la Youth Marine Debris Summit (IYMDS) (Cimera d'Indonèsia sobre Restes Marines de la Joventut). El mateix any, va representar Indonèsia i va parlar a la Conferència de les Nacions Unides sobre el canvi climàtic del 2017 a Bonn, Alemanya. També va ajudar a iniciar una campanya contra les palletes a Indonèsia i va convèncer 700 restaurants per reduir l'ús de palletes d'un sol ús.
El 2019, Lestari va ser inclosa entre les 100 dones de la BBC, una llista de 100 dones inspiradores i influents. Més tard aquell mateix any, va ser convidada a assistir al 'Fòrum de líders de la Fundació Obama' de Barack i Michelle Obama, que es va celebrar a Kuala Lumpur, Malàisia, al desembre. Posteriorment, va ser inclosa a "30 Under 30 - Asia - Social Entrepreneurs 2020" de Forbes.